# زندانی شماره ۱۵۰
زندانی شماره ۱۵۰ (به انگلیسی: Prisoner No. 150) فیلمی هندی محصول سال ۲۰۱۷ و به کارگردانی وی. وی وینایک است. در این فیلم بازیگرانی همچون چیرانجیوی، کجال آگاروال، نثار، رائی لاکشمی و رام چاران ایفای نقش کرده‌اند.
این فیلم بر اساس فیلم چاقو ساخته شده‌است.